# Claus Winter Hjelm

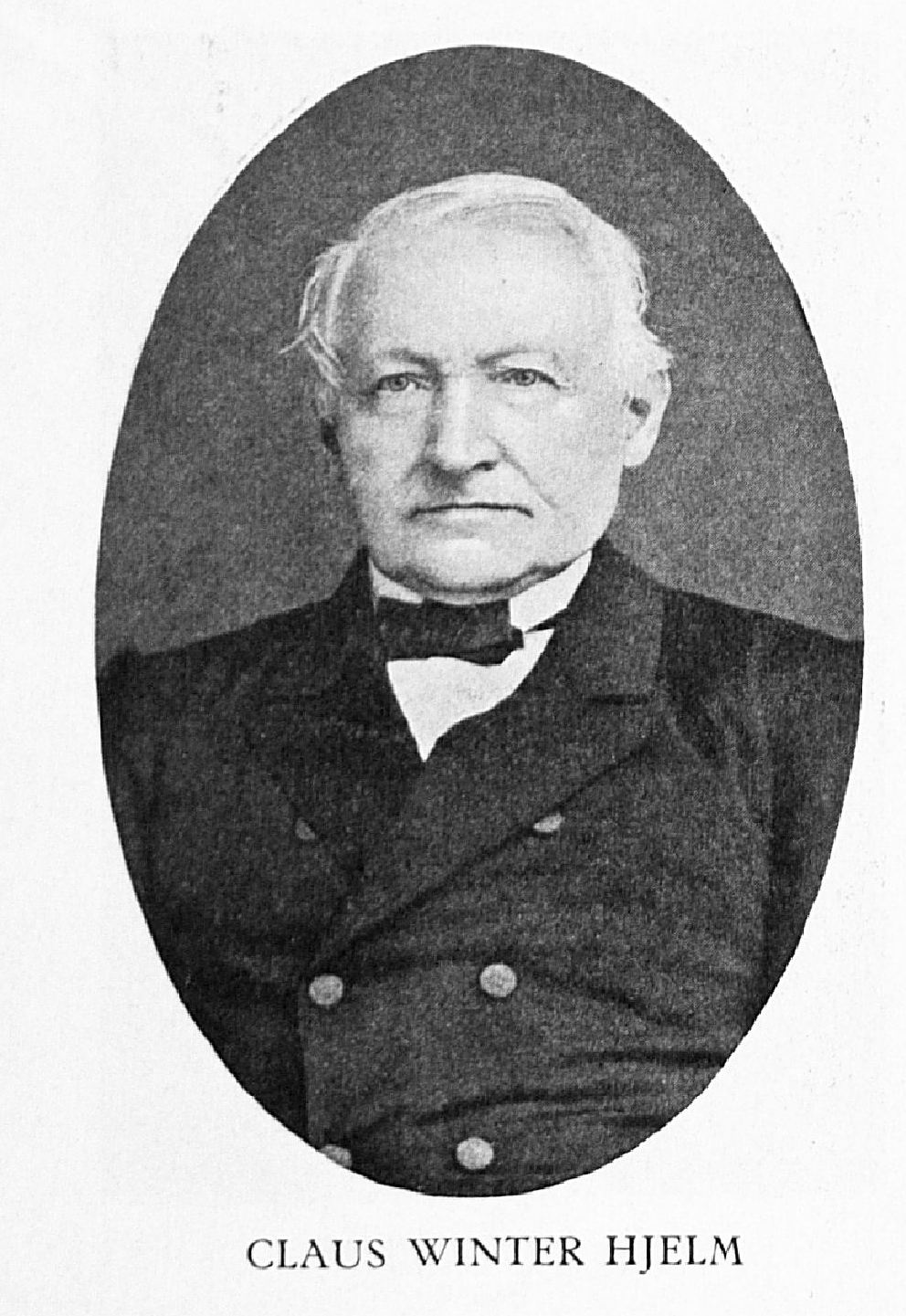
Claus Winter Hjelm.

Claus Winter Hjelm, född den 21 maj 1797 i Strand, Ryfylke, död den 22 oktober 1871 i Kristiania, var en norsk jurist, far till Otto Winter-Hjelm och Kristian Winterhjelm. 
Winter Hjelm blev student 1818 och juris kandidat 1823. Året därefter förordnades han till docent i filosofi samt blev 1826 lektor och 1834 professor i juridik. År 1827 fick han uppdrag av stortinget att utarbeta utkast till en allmän civillagbok för Norge och befriades därför från skyldigheten att hålla föreläsningar. Då lagkommissionens verksamhet 1842 avbröts, utnämndes Winter Hjelm till assessor i Højesteret, vilken plats han innehade till sin död. 
Bland hans skrifter kan nämnas Betænkning og forslag til lov om grændserne for religionsfriheden (1840), Udkast til lov om creditvæsenet af lovcommissionen og Professor Hjelm (1842), Udkast til almindelig rettergangslov for kongeriget Norge (1849) och Om grundlovens principer (1863). I förening med Bredo Henrik von Munthe af Morgenstierne och Peder Carl Lasson utgav han (1826–31) "Juridiske samlinger" (4 band) och redigerade 1849–67 "Norsk retstidende".